# Igo Hofstetter
Pour les articles homonymes, voir Hofstetter.
Igo Hofstetter, né le 1er juin 1926 à Linz, et y décédé le 2 mars 2002 est un compositeur d'opérette autrichien.

## Biographie et carrière
Igo Hofstetter étudie la composition avec Fritz Heinrich Klein, un des pionniers de la musique dodécaphonique, et la direction d'orchestre avec Louis Leschetitzky à l'Université privée Anton Bruckner à Linz.
En plus de son travail de compositeur, il enseigne jusqu'à sa retraite en 1986 à la musique Bundesgymnasium de Linz, Khevenhüllerstraße. Il est membre du conseil d'administration de la Société internationale d'opérette.Pendant de nombreuses années, il travaille comme ingénieur du son indépendant à l'ORF.
L'Österreichischer Blasmusikverband a choisi la musique de scène de l'opérette Roulette der Herzen, dans un arrangement de Josef Hartl, comme générique pour sa saison 1995-96.
La partie principale de son travail reste dans le domaine de l'opérette, le divertissement haut de gamme et de la musique de fanfare. Ses opérettes Roulette der Herzen, Alles spricht von Charpillon et Schach dem Boss ont été traduites en plusieurs langues étrangères et ont été au répertoire de divers théâtres pendant plusieurs années.

## Œuvres principales
- Opérettes: Herbstliches Lied (1953), Das blaue Wunder (1957/58), Roulette der Herzen (1963/64), Alles spricht von Charpillon (1967), Schach dem Boss (1975/76)
- Musique sérieuse et fanfare : Altmünsterer Musikanten'(Marche), Am Hradschin (Polka), Frisch gemixt" (Morceau de caractère), Helenen-Walzer, Mein Linz (Marche), Moldau-Polka, Oberösterreicher-Marsch, Rohrbacher Stadtmarsch, Rugby (Galop), Vlasta (Polka de concert)
- Divers : Mutter-Lied, Bimmel-Bammel-Bummel-Bahn, Traurig, aber wahr (Tango), ...

## Distinctions
Le 9 février 1978, Hofstetter reçoit le titre de Professeur honoris causa des mains du président fédéral de l'époque. Le 27 janvier  1983 sa ville natale lui remet la Médaille de la culture de la ville de Linz.
Il reçoit également la Médaille de la culture de Haute-Autriche, le 19 juin 1996, la Croix d'honneur autrichienne des sciences et des arts par le Président fédéral et la Grande Décoration d'Honneur pour les services rendus aux Arts de la Ville de Linz le 30 octobre 2000.